# Fritz Leandré
Fritz Leandré (* 13. März 1948, † unbekannt) ist ein ehemaliger haitianischer Fußballspieler.

## Karriere

### Verein
Im Verein spielte Leandré für den haitianischen Rekordmeister RC Haïtien.

### Nationalmannschaft
Bei der WM 1974, der bisher einzigen Teilnahme Haitis bei einer WM, wurde er bei der 4:1-Niederlage gegen Argentinien eingesetzt.

## Privates
Sein älterer Bruder Joseph-Marion Leandré war auch Nationalspieler für Haiti und bei der WM 1974 ebenfalls im Kader.